# Diachora onobrychidis
Diachora onobrychidis är en svampart som först beskrevs av Augustin Pyrame de Candolle, och fick sitt nu gällande namn av Jul. Müll. 1893. Diachora onobrychidis ingår i släktet Diachora och familjen Phyllachoraceae.   Inga underarter finns listade i Catalogue of Life.